# نازل پیشران

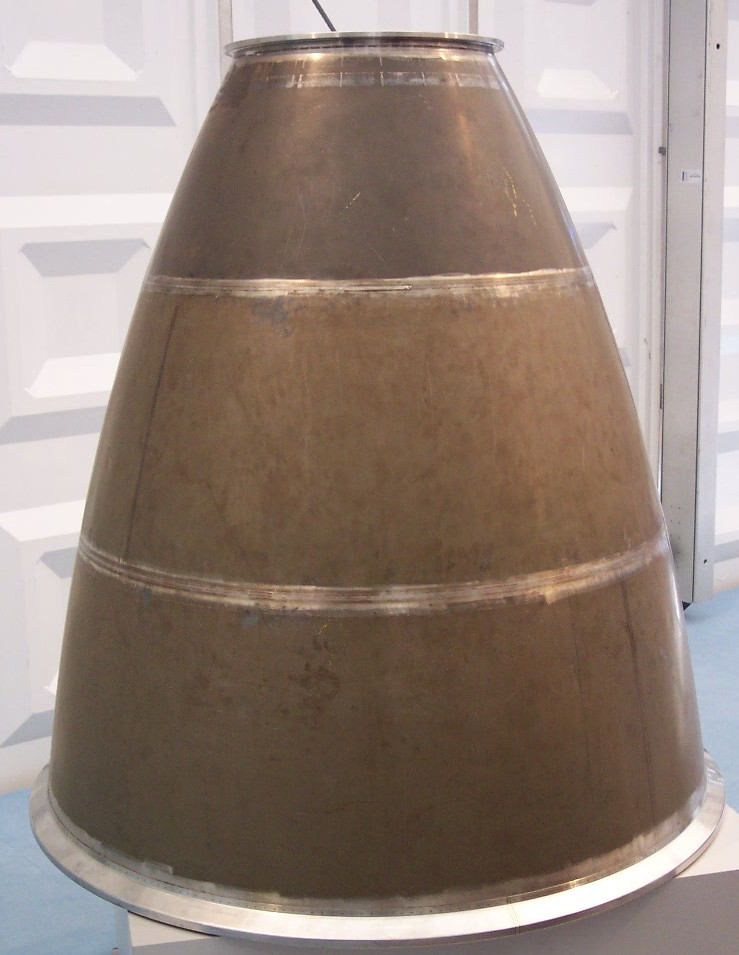
نازل موشک Arian-5

نازل پیشران (به انگلیسی: propelling nozzle)، نازلی است که انرژی درونی یک گاز را به نیروی محرکه یا پیشران تبدیل می‌کند، این نازل است که جت پرسرعت سیال را تشکیل می‌دهد، و تفاوت توربین گازی که نوعی ژنراتور برق گازی است با موتور جت وجود همین نازل می‌باشد.

## انواع نازل
نازل سطح-ثابت (Fixed-area nozzle) 

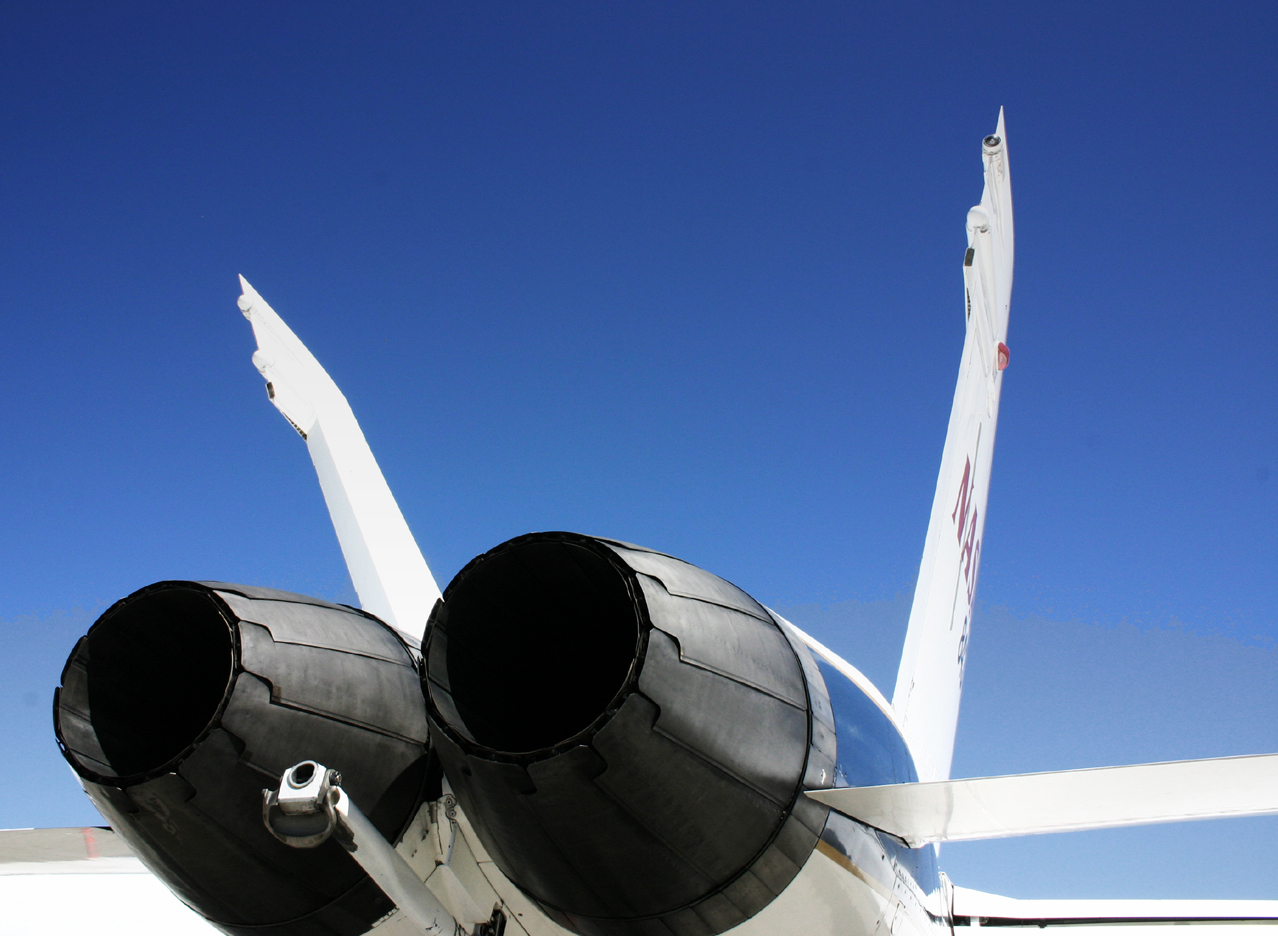
نازل اگزاست متغیر موتور توربوفن GE F404-400 که بر روی هواگرد Boeing F/A-18 Hornet نصب شده‌است.

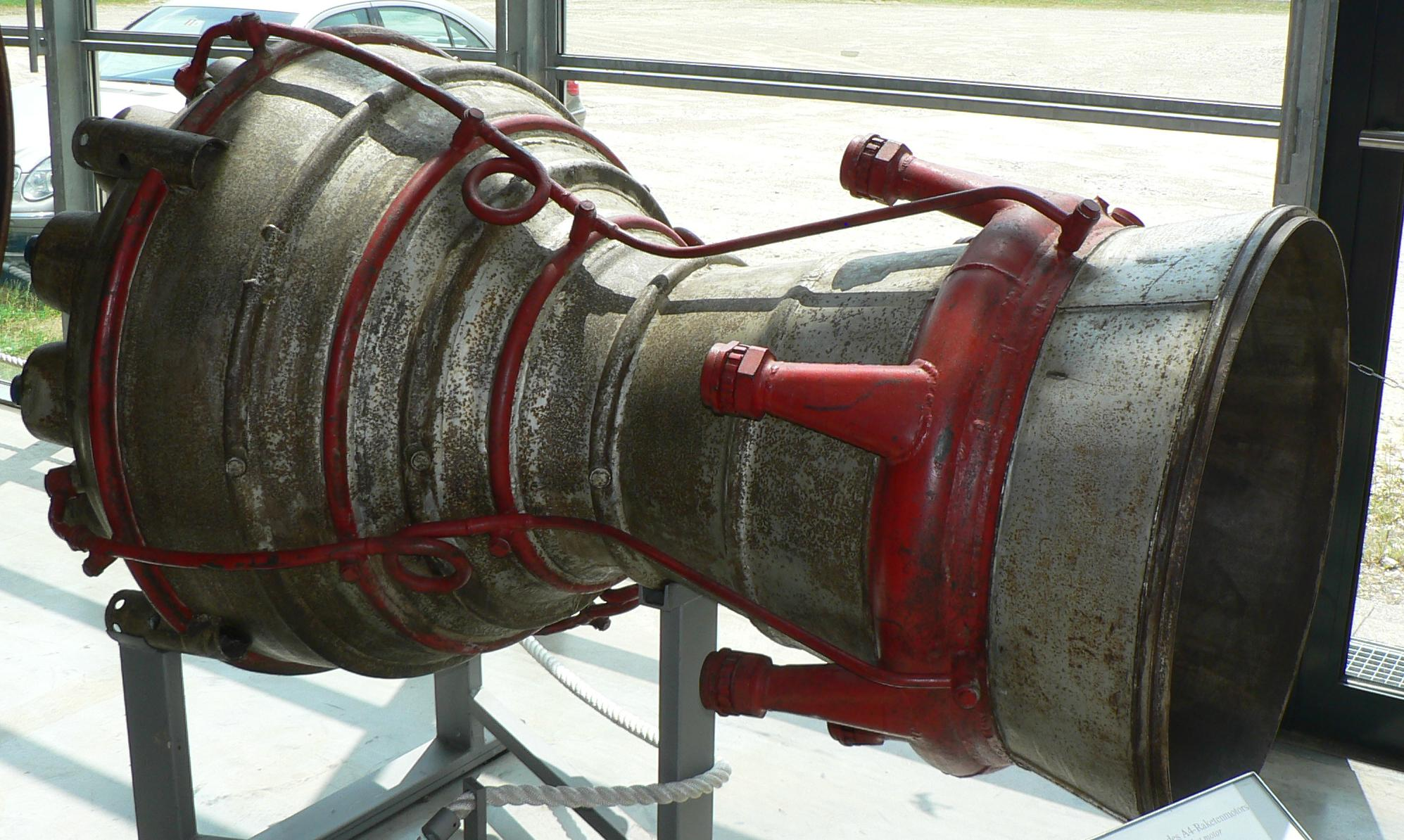
نازل موشک V2 که شکل کلاسیک آن مشخص است.

نازل سطح-متغیر برای پس سوزش (Variable-area for afterburning) 
اجکتور (Ejector)

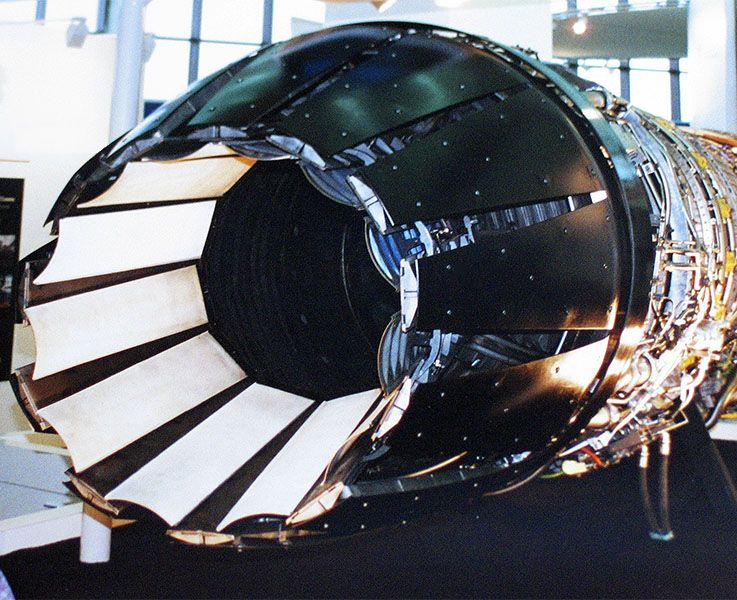
نازل پیشران نوع-عنبیه ای با قابلیت جهت دهی رانش (تراست وکتورینگ)

نازل همگرا-واگرای هندسه متغیر (Variable-geometry convergent-divergent)